# Tenk László
Tenk László Miklós (Nagybánya, 1943. augusztus 8. –) Munkácsy Mihály-díjas (2001) festőművész.

## Életpályája
Szülei: Tenk Béla és Péter Evelyn. 1949-1956 között általános iskoláit végezte el Tatabányán és Pécsen. 1961-ben érettségizett Miskolcon. 1961-1966 között a Magyar Képzőművészeti Főiskola hallgatója volt, ahol Kmetty János és Bernáth Aurél tanították. 1966-1968 között katona volt Zalaegerszegen. 1970-1975 között a debreceni Nagyerdei Művésztelepen dolgozott. 1972-1974 között a Képzőművész Szövetség Területi Szervezetének titkára volt. 1973-1975 között a Nyírbátori Képzőművészeti Stúdió és Szakkör vezetője volt. 1975-ben Budapestre költözött. 1998-ban résztvevője volt a Magyarláposi Művésztelep munkájában. 1990-ben feleségével, Csordás Erzsébettel létrehozta a T-ART Alapítványt. 1994-2001 között a dunaszerdahelyi Kortárs képzőművészeti Gyűjtemény kurátora volt. 1998-2000 között a Nemzeti Kulturális Alap Képzőművészeti Kollégiumának kurátora volt. 2001-2002 között a Káni Művésztelepen dolgozott. 2003-ban a Mezőtúri Művésztelepen tevékenykedett. 2004-ben a Töreki Művésztelepen segédkezett.

## Kiállításai

### Egyén
- 1966, 1975, 1978, 1992, 1994, 1997 Budapest
- 1967 Zalaegerszeg
- 1971, 1974-1975 Debrecen
- 1974 Nyírbátor
- 1980, 1982, 1988 Pécs
- 1981 Mór, Tatabánya
- 1984 Kaposvár
- 1993, 1995, 2000, 2023[1] Szolnok
- 1994 Hódmezővásárhely
- 1996 Szeged
- 2000 Dunaszerdahely

### Csoportos
- 1971-1972 Debrecen, Békéscsaba
- 1972, 1983, 1985, 1994, 1998, 2000 Budapest
- 1973-1974, 1977, 1989 Békéscsaba
- 1974 Nyírbátor
- 1976 Debrecen, Keszthely
- 1977 Győr
- 1980 Salgótarján
- 1984, 1987, 1996 Szolnok
- 1985 Szeged

## Művei
- Felhős kép lámpával (1988)
- A romantikáról (1995)
- Tükör és ablak (2007)
- Ősz
- Csóra háza télen
- Őszi séta
- Ürömi séta
- Őszi zenész
- Platános
- Tártkarú tavasz
- Zenés ősz
- Dáliás kép
- Káni torony
- Liliom
- Tavaszi köd I.
- Hajnali postás
- Sárga virág a széken
- Kerti szék
- Holdas tornác
- Karesz zöld képe
- Párás Káni kép
- Kutyás séta
- Hegyrefel
- Vadszőlős ház
- Zivatar előtt
- Ellenfényben
- Hegyi templom
- Óbuda felé
- Elhagyott kőbánya
- Utcavégi lámpa
- Ködös temető
- Lagúnás Kristóf

## Díjai, kitüntetései
- Derkovits Gyula képzőművészeti ösztöndíj (1969-1971)
- debreceni Országos Nyári Tárlat Bartók-pályázatának nívódíja (1974)
- Szolnoki Festészeti triennálé II. díja (1984)
- Békéscsaba Város Tanácsának Díja (1985)
- Szolnok Megyei Tanács pályadíja (1987)
- Koller-díj (2000)
- Munkácsy Mihály-díj (2001)
- M. S. mester díj (2008)
- Nemzeti Erőforrás Minisztérium díja (2011)[2]
- Óbuda-Békásmegyer díszpolgára (2016)[3]